# بعضی‌ها داغشو دوست دارن
بعضی‌ها داغشو دوست دارن (به انگلیسی: Some Like It Hot) یک فیلم کمدی موزیکال رمانتیک محصول سال ۱۹۵۹ آمریکا به نویسندگی، کارگردانی و تهیه‌کنندگی بیلی وایلدر و با شرکت مریلین مونرو، تونی کرتیس و جک لمون است. این فیلم بازسازی یک فیلم فرانسوی محصول ۱۹۳۵ می‌باشد. بنیاد فیلم آمریکا این فیلم را به عنوان برترین فیلم کمدی تاریخ برگزیده‌است. این فیلم در سی و دومین دوره جوایز اسکار در شش بخش نامزد و برنده جایزه اسکار بهترین طراحی لباس و همچنین در هفدهمین مراسم گلدن گلوب برنده جایزه گلدن گلوب بهترین فیلم موزیکال یا کمدی و جایزه گلدن گلوب بهترین بازیگر مرد فیلم موزیکال یا کمدی و جایزه گلدن گلوب بهترین بازیگر زن - فیلم موزیکال یا کمدی شد.

## خلاصه داستان
داستان فیلم در سال ۱۹۲۹ در شیکاگو شروع می‌شود که جو (با بازی تونی کرتیس) و جری (با بازی جک لمون) دو نوازنده آس و پاس کاباره‌ای شاهد قتل‌عام دسته جمعی یک گروه گانگستری می‌شوند و …

## مشروح داستان
در دوران ممنوعیت الکل در شیکاگو، جو، نوازندهٔ ساکسوفون جَز، مردی بی‌مسئولیت، عجول و زن‌باره است؛ جری، دوست مضطرب او، نوازندهٔ کنترباس است. آن‌ها در یک مشروب‌فروشی زیرزمینی متعلق به رئیس محلی مافیا، «اسپَتس» کولومبو، کار می‌کنند. پس از لو رفتن مکان از سوی خبرچینی به نام «توس‌پیک چارلی»، پلیس به محل یورش می‌برد. جو و جری می‌گریزند، اما بعداً به‌طور اتفاقی شاهد قتل توس‌پیک و دارودسته‌اش توسط اسپتس و افرادش می‌شوند (این حادثه از کشتار روز ولنتاین الهام گرفته شده است). اسپتس و افرادش آن‌ها را هنگام فرار می‌بینند. جو و جری که بی‌پول، وحشت‌زده و ناامید از ترک شیکاگو هستند، خود را به‌شکل زنانه درآورده و با نام‌های «جوزفین» و «دافنی» به گروه موسیقی تمام‌زنانهٔ «سوییت سو و هم‌نوازان همزمانش» می‌پیوندند که با قطار راهی میامی است. در قطار، جو و جری با شوگر کین، خواننده و نوازندهٔ یوکللی گروه، دوست می‌شوند.

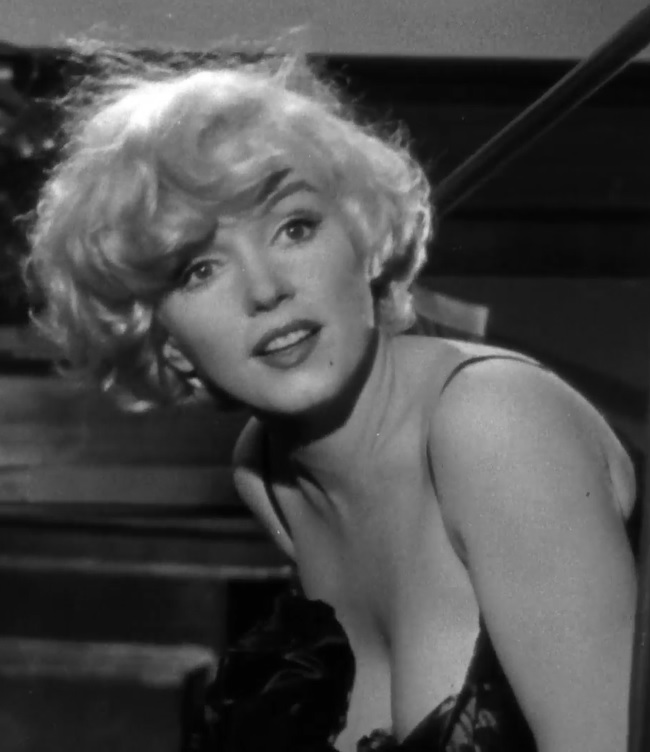
نمایی از «شوگر کِین» در قطار

جو و جری مجذوب شوگر می‌شوند و برای جلب توجه او با هم رقابت می‌کنند، در حالی‌که سعی دارند هویت خود را پنهان نگه دارند. شوگر به جوزفین می‌گوید که دیگر سراغ نوازندگان ساکسوفون نمی‌رود چون در گذشته از او سوءاستفاده کرده‌اند و حالا امید دارد در فلوریدا با یک میلیونر آرام و عینکی آشنا شود. جوزفین و دافنی در یک مهمانی شبانه در قطار با شوگر دوست نزدیک می‌شوند و سعی دارند فراموش نکنند که معاشقه با او می‌تواند نقابشان را برملا کند.

مهمانی شبانه در قطار با دختران گروه؛ جِری/دَفنِه نفر سوم از چپ

پس از رسیدن به میامی، جو در نقش «جونیور»، وارث کمپانی شِل، با لهجه‌ای تقلیدی از کری گرانت به شوگر نزدیک می‌شود و بی‌علاقگی ظاهری به او نشان می‌دهد. در همین حال، آقای اسگود فیلدینگ سوم، میلیونری که چند بار طلاق گرفته، با اصرار به دنبال دافنی می‌افتد و نپذیرفتن‌های او تنها اشتیاقش را بیشتر می‌کند. وقتی اسگود دافنی را برای شام در قایق تفریحی‌اش دعوت می‌کند، جو جری را قانع می‌کند که اسگود را در خشکی سرگرم نگه دارد تا خودش بتواند به‌عنوان جونیور با شوگر در قایق وقت بگذراند و آن را مال خود جلوه دهد. جو به شوگر می‌گوید که به‌دلیل تروماهای روانی ناشی از مرگ معشوق پیشینش، ناتوانی جنسی دارد، اما حاضر است با هر کسی که بتواند درمانش کند ازدواج کند. شوگر سعی می‌کند او را تحریک کند، با موفقیت چشمگیر. در همان حال، دافنی و اسگود تا صبح تانگو (قطعهٔ «لا کومپارسیتا») می‌رقصند. وقتی جو و جری به هتل بازمی‌گردند، جری اعلام می‌کند که اسگود از او خواستگاری کرده و او پذیرفته، به امید آن‌که پس از فاش شدن واقعیت، از او طلاق بگیرد و غرامت مالی دریافت کند. جو او را قانع می‌کند که نمی‌تواند با اسگود ازدواج کند.
در هتل، کنفرانسی برای انجمن دوستداران اپرای ایتالیایی برگزار می‌شود که در واقع پوششی برای نشست ملی مافیاست به ریاست «لیتل بناپارت». اسپتس و افرادش می‌رسند و جو و جری را، که هنوز با لباس زنانه‌اند، شناسایی می‌کنند. جو و جری درمی‌یابند که باید گروه موسیقی را ترک کرده و از هتل فرار کنند. جو هویت واقعی‌اش را از شوگر پنهان می‌کند و تلفنی به او می‌گوید که جونیور باید با زنی که پدرش انتخاب کرده ازدواج کند و به ونزوئلا برود. شوگر اندوهگین و دل‌شکسته می‌شود. جو و جری با پنهان شدن زیر میزی در ضیافت مافیا از دست افراد اسپتس می‌گریزند. در همان‌جا، لیتل بناپارت دستور قتل اسپتس و افرادش را می‌دهد. جو و جری دیده می‌شوند و فرار می‌کنند. جو، هنوز در لباس جوزفین، شوگر را می‌بیند که روی صحنه ترانه‌ای در سوگ عشق ازدست‌رفته می‌خواند. او به روی صحنه می‌دود و شوگر را می‌بوسد؛ شوگر درمی‌یابد که جوزفین و جونیور یک نفرند.
هنوز در لباس «دافنی»، جری اسگود را قانع می‌کند تا او و جوزفین را با قایقش ببرد. شوگر هم در پایان ترانه‌اش از صحنه بیرون می‌دود و در لحظهٔ حرکت قایق سوار آن می‌شود. جو نقابش را برمی‌دارد و حقیقت را به شوگر می‌گوید و تأکید می‌کند که او شایستهٔ مردی بهتر است. اما شوگر او را همان‌طور که هست می‌پذیرد، چون درمی‌یابد که جو نخستین مردی است که واقعاً برایش اهمیت قائل بوده. در همین حال، «دافنی» سعی می‌کند با بهانه‌هایی مانند: «جثه‌ام برای لباس عروسی مادرت مناسب نیست»، «مو بور طبیعی نیستم»، «سیگار می‌کشم»، «نمی‌تونم بچه‌دار بشم»، و «مدتی با یک نوازندهٔ ساکسوفون زندگی کرده‌ام» از نامزدی با اسگود شانه خالی کند—اما هیچ‌کدام اسگود را دلسرد نمی‌کند. سرانجام جری با عصبانیت کلاه‌گیسش را درمی‌آورد و با صدای مردانه می‌گوید: «من یه مردم!» اسگود با لبخند پاسخ می‌دهد: «خُب، هیچ‌کس که کامل نیست!» و جری را بی‌کلام و مبهوت رها می‌کند.

## بازیگران و شخصیت‌ها
| بازیگر       | نقش                 | توضیحات                  |
| ------------ | ------------------- | ------------------------ |
| مریلین مونرو | شوگر کین            | خواننده و نوازنده یوکللی |
| تونی کرتیس   | جوی/ جوزفین/ جونیور | نوازنده ساکسیفون         |
| جک لمون      | جری/ دفنه           | نوازنده کنترباس          |
| جرج رفت      | اسپاتس کولومبو      | گانگستر شیکاگو           |
| پت اوبرایان  | ملیگان              | کارآگاه                  |
| جو ای براون  | اسگود فیلدینگ سوم   | میلیونر                  |
| نحمیا پرسوف  | بناپارت کوچک        | سردسته بزرگ گانگستران    |
| جون شولی     | سویت سو             | رهبر ارکستر              |

## جوایز
ابن فیلم برنده اسکار بهترین طراحی لباس
و کاندیدای ۵ اسکار دیگر (برنده اسکار بهترین طراحی لباس-کاندیدای اسکار بهترین طراحی هنری-کاندیدای اسکار بهترین فیلمبرداری-کاندیدای اسکار بهترین فیلم‌نامه اقتباسی-کاندیدای اسکار بهترین کارگردانی-کاندیدای اسکار بهترین بازیگر نقش اول مرد) در سال ۱۹۶۰ شد.

## رتبه‌بندی
این فیلم در رتبه‌بندی ۱۰۰ سال… ۱۰۰ فیلم به انتخاب بفا (بازبینی ۲۰۰۷) که توسط بنیاد فیلم آمریکا منتشر شده‌است در رتبه ۲۲ قرار دارد. همچنین در لیست ۲۵۰ فیلم برتر سایت IMDb قرار دارد